# Flota del Norte (Irán)
La Flota del Norte o Flota Septentrional (en persa: ناوگان شمال‎), también conocida técnicamente a nivel organizativo como 4.ª Región es la fuerza naval que la República Islámica de Irán mantiene en el mar Caspio.

## Historia

### La flota afsárida
El precedente directo de la actual Flota Septentrional iraní proviene del comienzo de la dinastía afsárida con Nader Shah en el siglo XVIII. Tras ser elegido shah en 1736, Nader comenzó a reforzar la estructura militar y organizativa del menguado Imperio persa. En el caso de la costa norte, tras la pérdida del Cáucaso a manos del Imperio ruso de Pedro el Grande la década anterior, Persia tenía una costa muy debilitada y apetitosa para los asaltantes y piratas lezguinos o turcomanos.
Nader decidió solicitar buques al Zar de Rusia, pues el tratado entre el anterior shah, Tahmasp II, y Pedro el Grande en el que reconoció la anexión rusa del Cáucaso entablaba unas supuestas buenas relaciones entre ambos. La solicitud fue rechazada de pleno, pues los rusos no querían una fuerte armada iraní en el Caspio que pudiera amenazar su expansión en la zona en el largo plazo.
Tras ello, Nader recibiría la ayuda de un británico identificado en las fuentes como «John Elton» que se ofreció a ayudar a Nader a establecer una poderosa armada del Caspio. Elton eligió Langarud como sede de la flota, y se establecieron planes para construir grandes barcos de transporte con un astillero principal en Anzali y otro menor en Lahijan.
Para 1745, la flota afsárida en el Caspio contaba con 2 fragatas y cuatro embarcaciones de menor calado que, si bien no era muy numerosa, era la escuadra organizaba más fuerte del Caspio, pues los rusos no habían tenido ocasión de crear una Flotilla del Caspio competente, con su único astillero en Kazán que no estaba recibiendo fondos.
Aprovechando la anarquía reinante tras la muerte de Nader Shah, los rusos quemaron los barcos de la flota afsárida en el Caspio en 1751 y 1752 y varios almacenes militares en Rasht.

### El siglo sin flota
Tras distintos tira y aflojas entre ambas potencias en el Caspio, en 1804 estalló una guerra abierta entre Rusia y Persia. En 1812, los persas serían derrotados en la decisiva batalla de Aslanduz, que obligaría al sah, Fath Alí, a firmar el Tratado de Gulistán, que impidió a Persia a mantener una armada en el Caspio.
De 1813 hasta finales de siglo, Persia sólo contó con un Yate real en el Caspio, el Nasereddin.

### Recuperación de la presencia
En 1904, los iraníes de la dinastía kayar bajo el reinado de Mozaffareddín comenzaron trabajos de reconstrucción del puerto de Anzali que se completarían en 1913.
Enterados de los trabajos por recuperar su puerto, Rusia bloqueó el puerto de Anzali en 1909 y destinó 2.000 soldados que ocuparon la ciudad. Para marzo de 1917, la presencia rusa se debilitó como parte de las derrotas rusas en el Frente de Europa oriental y la Revolución de Febrero. Debido a ello, la zona cayó bajo influencia británica para prevenir que fuese ocupada por el Imperio otomano (parte de las Potencias Centrales en la guerra). Esto originó la creación de la Flotilla del Caspio británica.
En 1920, en plena guerra civil rusa tuvo lugar la conocida como operación Anzali en la que la flotilla soviética destrozó a las flotillas blanca y británica que se intentaban guarecer en el puerto iraní.

### Restauración de la flota
En 1921 se firmó el Tratado de amistad ruso-persa entre el Irán Kayar y la República Socialista Federativa Soviética de Rusia por el que se dejaban sin validez todos los tratados bilaterales anteriores, lo que facilitó los esfuerzos iraníes para restablecer su Flota del Caspio.
Aunque no se opusieron a la creación de la misma, los soviéticos advirtieron a Irán de que realizarían un ataque preventivo de considerar que la seguridad en el Caspio para ellos se viese afectada por la armada iraní, a lo que los iraníes respondieron comprometiéndose a expulsar a todo el personal no iraní que pudiese afectar los intereses soviéticos de su servicio naval.
Durante el reinado del sah Reza Pahlaví (1925-1941), primer gobernante de su dinastía y del Estado Imperial de Irán, Anzali volvió a convertirse en un puerto militar, además de comercial. La ciudad también contó con una academia naval y base naval antes de la Segunda Guerra Mundial.
El 25 de agosto de 1941, los soviéticos lanzaron un ataque sorpresa contra Irán con el beneplácito del Imperio británico, pues Irán se había negado a facilitar el uso del corredor persa para suministrar a la Unión soviética desde el Raj británico. Los hidroaviones soviéticos bombardearon Anzali y las aldeas de los alrededores. Un día después, Irán se rindió y todos los buques de la flota del Caspio (excepto el yate real) fueron incautados.
En 1969, Irán trasladó uno de sus dragaminas de la Flota del Sur, el Shahrokh (en persa: شاهرخ‎), que fue comprado a Estados Unidos en 1959, al Caspio a través del Volga. A partir de 1970, la flota incluía dos cañoneras de 65 toneladas y dos de 45 toneladas, así como varios botes y lanchas además del dragaminas.
Durante la década de 1990, tras el final de la guerra entre Irán e Irak, Irán comenzó a reconstruir una flota del Caspio desde cero tras declarar su intención de ejercer su derecho unilateral a mantener la presencia militar en el Caspio. En noviembre de 1995, se llevó a cabo el primer ejercicio naval de la renovada Flota Septentrional iraní. En septiembre de 1998, el almirante Abás Mohtaj declaró que «una presencia más fuerte en el Mar Caspio es uno de los futuros programas de la Armada». Las fuerzas realizaron otro ejercicio naval, con el nombre en clave «Mirza Kuchak Khan», en 1999.
A partir de entonces, Irán ha ejercido una presencia soberana con su flota. Ejemplo de ellos son la misión de la corbeta Hamzeh (en persa: حمزه‎) que hizo retirarse a un buque de BP de un yacimiento en aguas iraníes en 2001, la inclusión de submarinos en la flota con la botadura de los clase Ghadir en 2012 o la participación de la flota en ejercicios de guerra multilaterales.

## Estructura

### Unidades operativas
- Base Naval de Bandar-e Anzali, Guilán
- Base Naval en Astara, Guilán
- Base Naval de Amirabad, Mazandarán
- 4.ª Brigada de Infantería de Marina en Bandar-e Anzali, Guilán

### Unidades logísticas
- Base logística en Manjil, Guilán

### Centros de entrenamiento
- Universidad Naval Imán Jomeiní de Nowshahr, Mazandarán
- Centro de Entrenamiento Naval en Rasht, Guilán
- Centro de Entrenamiento de la Marina en Manjil, Guilán

## Equipamiento
| Tipo y clase                       | Buque    | N.º de gallardete | Comisionado        | Estado        | Notas |
| ---------------------------------- | -------- | ----------------- | ------------------ | ------------- | --- |
| Destructor clase Moudge            | Damavand | 77                | 2015               | En reparación | Asignado en 2015, naufragó tras atracar durante una tormenta el 10 de enero de 2018 y dar con un espigón.    |
| Destructor clase Moudge            | Daylaman | 78                | Desc.              | En servicio   | Asignado a la Flota Septentrional el 27 de noviembre de 2023 para sustituir al Damavand.                     |
| Corbeta clase Hamzeh               | Hamzeh   | 802               | 1936 (Recom. 1998) | En servicio   | Antiguo yate real Chahsavar de Reza Shah. Reacondicionado en 1998 para servir de corbeta multipropósito.     |
| Lancha rápida de ataque clase Sina | Paykan   | P224              | 2003               | En servicio   | |
| Lancha rápida de ataque clase Sina | Joshan   | P225              | 2006               | En servicio   | |
| Lancha rápida de ataque clase Sina | Derafsh  | P233              | 2009               | En servicio   | |
| Lancha rápida de ataque clase Sina | Separ    | P234              | 2017               | En servicio   | |
| Dragaminas clase Adjutant          | Shahrokh | 302               | 1959               | En servicio   | Dragaminas clase Adjutant comisionado a Estados Unidos en 1959. Reasignado a la flota Septentrional en 1969. |